# Paradorydium transvaalense
Paradorydium transvaalense är en insektsart som beskrevs av Rauno E. Linnavuori 1979. Paradorydium transvaalense ingår i släktet Paradorydium och familjen dvärgstritar. Inga underarter finns listade i Catalogue of Life.